# Раймонда
«Раймо́нда» — балет в 3 актах 4 картинах композитора Александра Глазунова. Либретто Мариуса Петипа и Ивана Всеволожского по сценарию Лидии Пашковой. В основу сюжета положена рыцарская легенда о любви. Романтический сюжет и удачное либретто обеспечили спектаклю большую зрелищность и привлекательность для постановки.

## История создания балета
Директор Петербургских императорских театров И. Всеволожский заказал А. Глазунову музыку к балету «Раймонда»  весной 1896 года; балет уже стоял в репертуаре сезона 1897/98 годов. В это время композитор обдумывал создание Шестой симфонии, но несмотря на сжатые сроки он согласился работать над музыкой к балету параллельно с сочинением симфонии.
Балетмейстер Мариус Петипа предложил сценарный план и к созданию либретто приступила Л. Пашкова, которая уже имела опыт такой работы. Либретто предложенное Пашковой оказалось неудачным и И. Всеволожский совместно с М. Петипа значительно его переработали, что и легло в основу будущего балета. Окончательный вариант либретто был передан А. Глазунову.
Партия Раймонды одна из самых сложных для исполнения в практике сценической хореографии: либретто предполагает семь сольных вариаций главной героини, чего нет ни в одном другом балете.
Параллельно с созданием Шестой симфонии в дачном местечке Озерки под Петербургом Глазунов написал первые листы партитуры балета. Уехав в Ахен и затем остановившись в Висбадене, он продолжал работу над «Раймондой». По возвращении в Петербург А. Глузунов завершил написание музыки к балету и в 1897 году передал партитуру М. Петипа.

## Первая постановка
Премьера балета состоялась 7 января 1898 года на сцене петербургского Мариинского театра на бенефис балерины Пьерины Леньяни в хореографии Мариуса Петипа и прошла с большим успехом. 
Первыми исполнителями главных партий были Пьерина Леньяни (Раймонда), Сергей Легат (Жан де Бриен) и Павел Гердт (Абдерахман). Композитор Цезарь Кюи в своей рецензии на премьеру балета отметил, что его поразила «грандиозность и грациозность» исполнительского мастерства Пьерины Леньяни. Партии подруг Раймонды исполнили Клавдия Куличевская (Клеманс) и Ольга Преображенская (Генриетта). Вариации в картине «Сон» танцевали Вера Трефилова и Екатерина Гельцер. Характерные танцы исполнили: панадерос — Иосиф Кшесинский, сарацинский – Мария Скорсюк и Александр Горский, мазурка — Мария Петипа и Иосиф Кшесинский, палотас — Ольга Преображенская и Альфред Бекефи. 
Вариация четырёх танцовщиков в grand pas (Георгий Кякшт, Александр Горский, Сергей и Николай Легат) была повторена на премьере по требованию публики, что явилось редчайшим случаем в мужском классическом танце.
По окончании спектакля автору музыки к балету Александру Глазунову торжественно вручили лавровый венок и зачитали поздравление от артистов театра. Со времени премьеры «Раймонда» стала одним из самых известных произведений композитора.

## Либретто

### Действие I
Раймонда, племянница графини Сибиллы де Дорис, праздновала именины в средневековом замке графини. Пажи веселились: кто-то практиковался в фехтовании, кто-то играл на музыкальных инструментах. Привлечённые звуками музыки подруги Раймонды присоединились к пажам. Появились графиня Сибилла и придворные дамы.
Управляющий замка объявил о гонце с письмом от рыцаря Жана де Бриена, жениха Раймонды. В письме сообщено о том, что Жан де Бриен должен скоро вернуться из похода под предводительством короля Андрея II против неверных. Раймонда также получила в подарок от рыцаря его портрет, который немедленно повесили на стену.
Управляющий замка доложил о прибытии сарацинского царя Абдерахмана. Появился царь, сопровождаемый вассалами. Они приветствовали Раймонду. Абдерахман пленён красотой Раймонды и подарил ей богатые подарки.
Праздник окончен. С Раймондой остались лишь несколько её подруг и пажей. Раймонда заиграла на лютне, пары стали танцевать. Она присоединилась к ним и исполнила танец с белым лёгким шарфом в руках. Уставшая Раймонда засыпает. Ей приснилось, что её возлюбленный Жан де Бриен сошёл с портрета. Она бросилась в объятия жениха, и они пошли в сад, застланный туманом. Внезапно Жан де Бриен исчез, и вместо него появился сарацинский царь Абдерахман, который объяснился в любви. Раймонда упала без чувств. Проснувшись, Раймонда поняла, что видела вещий сон.

### Действие II
Во внутреннем дворике замка Дорис празднество, графиня и Раймонда окружены свитой. Раймонда с нетерпением ожидала жениха. В числе прочих гостей приехал Абдерахман, его сопровождала пышная свита; графиня Сибилла уговорила Раймонду принять царя. Абдерахман, как и в первую встречу, очарован Раймондой, царь настоял на танце. Он признался Раймонде в любви и приказал свите развлечь гостей. Гости обрадовались и пили вино. Одурманенный красотой Раймонды Абдерахман с помощью своих вассалов попытался похитить её.
Внезапно появились возвратившиеся из похода благородные рыцари вместе с Жаном де Бриеном и королём Андреем II. Жан де Бриен спас Раймонду и вступил в перепалку с Абдерахманом; король Андрей II предложил разрешить спор в поединке. Сражаясь, Жан де Бриен нанёс мечом смертельную рану Абдерахману. Свита унесла тело их царя. Влюблённые воссоединились.

### Действие III
В замке праздновали свадьбу Раймонды и Жана де Бриена; король Андрей II благословил молодых; в его честь танцевали дивертисмент из народных танцев.

## Мировое признание
А. К. Глазунов также написал музыку к одноактным балетам «Барышня-служанка или Испытание Дамиса» (1898) и «Времена года» (1899), однако такого успеха как «Раймонда» они не имели. Удачное либретто и превосходная музыка сделали «Раймонду» одним из наиболее популярных балетов на мировой сцене.

## Постановки

### В СССР и России

#### Мариинский театр / Театр имени С. М. Кирова
- 1898 г., 7 января — премьера; балетмейстер — М. И. Петипа. Раймонда — Пьерина Леньяни, Жан де Бриен — С. Г. Легат, Абдерахман — П. А. Гердт
- 1917 г. — возобновление постановки 1898 года;
- 1931 г., 8 января; балетмейстер — А. Я. Ваганова по М. И. Петипа. Раймонда — О. Г. Иордан, Жан де Бриен — Б. В. Шавров, Абдерахман — Р. А. Славянинов[3]. На волне советской пропагандистской борьбы со сказкой, мистикой и всяким волшебством в искусстве из спектакля был исключён важный момент: призрак Белой дамы, оберегавший Раймонду. Более этот персонаж в спектакле не появлялся;
- 1938 г. — постановка по новому либретто, созданному на основе произведений В. Скотта Слонимским и балетмейстером Вайноненом. В роли Раймонды Г. С. Уланова и Н. М. Дудинская, Коломана — К. Сергеев, В. Чабукиани, Алисы — Балабина, Берг, Абдерахмана — Дудко, Шавров; дирижёр — Дубовский, художник — Ходасевич);
- 1948 г. — новая постановка балетмейстера К. Сергеева по традиционному либретто. Раймонда — Н. М. Дудинская, Жан дё Бриен — К.Сергеев, Абдерахман — С. С. Каплан; художник C. Вирсаладзе;
- 1970 г., 23 июня — возобновление постановки К. Сергеева, художник И. В. Севастьянов, дирижёр — В. Г. Широков; Раймонда — И. А. Колпакова, Жан де Бриен — В. С. Семёнов, Абдерахман — С. П. Кузнецов;
- 1994 г., 22 марта — балетмейстер Ю. Н. Григорович, Раймонда — Ю. Махалина, Жан де Бриен — А. Курков; Абдерахман — Д. Корнеев;
- 1999 г., 24 февраля — возобновление постановки К. М. Сергеева, Раймонда — Вероника Парт, Алтынай Асылмуратова; Жан де Бриен — Данила Корсунцев.

#### Большой театр
- 1900 г. — балетмейстеры Хлюстин и А. А. Горский; Раймонда — Л. А. Рославлева, А. А. Джури, Е. В. Гельцер, Жан дё Бриен — Мордкин, Абдерахман — Ермолаев. Дирижёр — А. А. Арендс;
- 1908 г. — новая редакция балетмейстера А. А. Горского, художник К. А. Коровин, Раймонда — Е. В. Гельцер, Жан дё Бриен — В. Д. Тихомиров, Абдерахман — М. М. Щипачёв; дирижёр А. А. Арендс;
- 1918 г., 18 февраля — возобновление постановки, Раймонда — Е. В. Гельцер, Жан де Бриен — В. Д. Тихомиров, Абдерахман — А. Д. Булгаков;
- 1939 г., май — возобновление Е. И. Долинской по Горскому; Раймонда — М. Т. Семёнова, Жан де Бриен — В. Д. Голубин.
- 1945 г., 7 апреля — по либретто Пашковой и Петипа в редакции балетмейстера Л. М. Лавровского, который использовал фрагменты постановок Петипа и Горского; Раймонда — М. Т. Семёнова, С. Н. Головкина, Жан дё Бриен — М. М. Габович, В. А. Преображенский, Абдерахман — А. Н. Ермолаев; дирижёр — Ю. Ф. Файер, художник — С. С. Кобуладзе);
- 1960 г., 17 мая — возобновление постановки Л. М. Лавровского, дирижёр — Е. Ф. Светланов; Раймонда — Е. Л. Рябинкина, Жан де Бриен — Н. Б. Фадеечев, Абдерахман — А. А. Лапаури; спектакль экранизирован на телевидении в 1973 году;
- 1984 г., 29 июня — балетмейстер Ю. Н. Григорович с использованием хореографии Петипа и Горского, художник С. Вирсаладзе, дирижёр А. М. Жюрайтис; Раймонда — Н. И. Бессмертнова (затем Л. И. Семеняка), Жан де Бриен — А. Ю. Богатырёв (затем И. Д. Мухамедов), Абдерахман — Г. Л. Таранда (затем А. Н. Ветров);
- 2003 г., 10 мая — либретто Юрия Григоровича на основе сценария Лидии Пашковой по мотивам средневековых рыцарских легенд, хореограф-постановщик — Юрий Григорович (редакция 2003 г.), дирижёр-постановщик Павел Сорокин; использованы фрагменты хореографии Мариуса Петипа и Александра Горского, художник — Симон Вирсаладзе.

### В других театрах

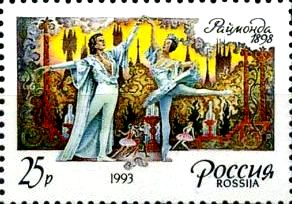
Почтовая марка России из серии «Русский балет», выпущенная к 175-летию со дня рождения М. И. Петипа.
Сцена из балета «Раймонда», 1993, 25 рублей (ИТЦ 66, Скотт 6128)

- 1938 г. — Ташкентский театр оперы и балета.
- 1939 г. — Саратовский театр оперы и балета, постановка В. А. Кононовича.
- 1940 г. — Свердловский театр оперы и балета, постановка В. А. Кононовича.
- 1947 г. — Рижский театр оперы и балета.
- 1951 г. — Донецкий театр оперы и балета.
- 1951 г. — Литовский театр оперы и балета.
- 1952 г. — Киргизский театр оперы и балета.
- 1957 г. — Киевский театр оперы и балета.
- 1957 г. — Куйбышевский театр оперы и балета, постановка Н. В. Даниловой.
- 1957 г. — Таллинский театр оперы и балета.
- 1958 г. — Уфимский театр оперы и балета.
- 1958 г. — Ашхабадский театр оперы и балета.
- 1964 г. — Новосибирский театр оперы и балета, постановка П. А. Гусева.
- 1964 г. — Пермский театр оперы и балета, постановка М. М. Газиева.
- 1972 г. — Воронежский театр оперы и балета, постановка Г. Г. Малхасянца.
- 1985 г. — Московский классический балет, дивертисмент из балета, балетмейстеры Н. Д. Касаткина и В. Ю. Василёв.
- 1998 г. — Краснодарский музыкальный театр, балетмейстер Ю. Н. Григорович с использованием хореографии Петипа и Горского, художник С. Вирсаладзе, дирижёр А. Лавренюк.
- 2006 г., 16 ноября — Михайловский театр, постановка Г. Т. Комлевой по хореографии М. Петипа, К. М. Сергеева, Ф. В. Лопухова[4].
- 2023 г. — Самарский театр оперы и балета, постановка Ю. П. Бурлаки.
- 2024 г., 19 сентября — театр "Кремлёвский балет", постановка нар.арт. РФ Андриса Лиепы (с фрагментами из постановок М.Петипа и А.Горского); художник-постановщик — Вячеслав Окунев. Спектакль идет в сопровождении Симфонического оркестра радио "Орфей", художественный руководитель и главный дирижер — засл.арт. РФ Сергей Кондрашев. Сибилла де Дорис – лауреат Всероссийского конкурса Ксения Хабинец; Раймонда – Алина Липчук; Призрак Белой дамы – засл.арт. РФ Ирина Аблицова; Король Андрей II Венгерский – Сергей Васюченко; Жан де Бриен – засл.арт. РФ Даниил Росланов; шейх Абдерахман – Эдгар Егиазарян.

### За рубежом
Распространение балета за рубежом во многом связано с постановками Джорджа Баланчина и Рудольфа Нуриева, который внёс выдающийся вклад в развитие этого балета не только как балетмейстер, но и как исполнитель.

#### Постановки Баланчина
- 1946 г. — сокращённый вариант для «Русского балета Монте-Карло», Раймонда — А. Д. Данилова, г. Нью-Йорк.
- 1955  г. — «Па-де-дис на музыку „Раймонды“», «Нью-Йорк сити балет».
- 1961 г. — «Вариации Раймонды» — девять вариаций на музыку балета, исполненные пятью солистками, «Нью-Йорк Сити балет».

#### Постановки Нуриева
- 1964 г. — королевский балет (для фестиваля в г. Сполето, Италия), Раймонда — Дорин Уэлс, Жан де Бриен — Рудольф Нуриев, постановка заснята в документальном фильме «Нуриев в Сполето» (режиссёры Филипп Коллен и Пьер Андре).
- 1965 г. — постановка для парижских гастролей Австралийского балета в театре Елисейских Полей с участием Нуриева и Марго Фонтейн.
- 1969 г. — постановка III акта для королевского балета и Норвежского балета (г. Осло), Раймонда — Светлана Берёзова; Жан де Бриен — Дональд Маклири.
- 1972 г. — Цюрихский балет (более полная и переработанная версия в сравнении с постановкой для фестиваля в Сполето).
- 1975 г., 26 июня — Американский балетный театр, г. Нью-Йорк, Раймонда — Синтия Грегори, Жан де Бриен — Рудольф Нуриев, Абдерахман — Эрик Брун.
- 1983 г. — Парижская опера, Франция, Раймонда — Элизабет Платель, Жан де Бриен — Шарль Жюд (экранизирован с участием Ноэллы Понтуа, Рудольфа Нуриева и Жана Гизерикса, режиссёр Ив-Андре Юбер).

#### Другие постановки
- 1934 г., 17 ноября — постановка Павла Петрова для гастролей балета Анны Павловой в г. Сиднее (Австралия), Раймонда — Ольга Спесивцева[5].
- 1950 г. — г. Брно.
- 1950 г. — г. Братислава.
- 1958 г. — королевский балет, фрагмент «Любовная сцена», балетмейстер — Фредерик Аштон, Раймонда — Марго Фонтейн, Жан де Бриен — Майкл Сомс.
- 1980 г., 11 декабря — Американский балетный театр, г. Нью-Йорк, дивертисмент из II и III актов, балетмейстер Михаил Барышников, Раймонда — Мартина ван Хаммел, Жан де Бриен — Александр Годунов.
- 1991 г., 30 мая — Американский балетный театр, г. Нью-Йорк, III акт, балетмейстер Фернандо Бухонес по М. И. Петипа, Раймонда — Сьюзан Джаффе, Жан де Бриен — Рикардо Бустаманте.
- 2004 г., 21 мая —  Американский балетный театр на сцене Метрополитен-опера, г. Нью-Йорк[6].
- 2022 г., 11 февраля — национальный балет Нидерландов, балетмейстер Рашель Божан (Rachel Beaujean) по балету Петипа, художник Жером Каплан, дирижёр-постановщик Борис Грузин.